# Heinz Bierbaum

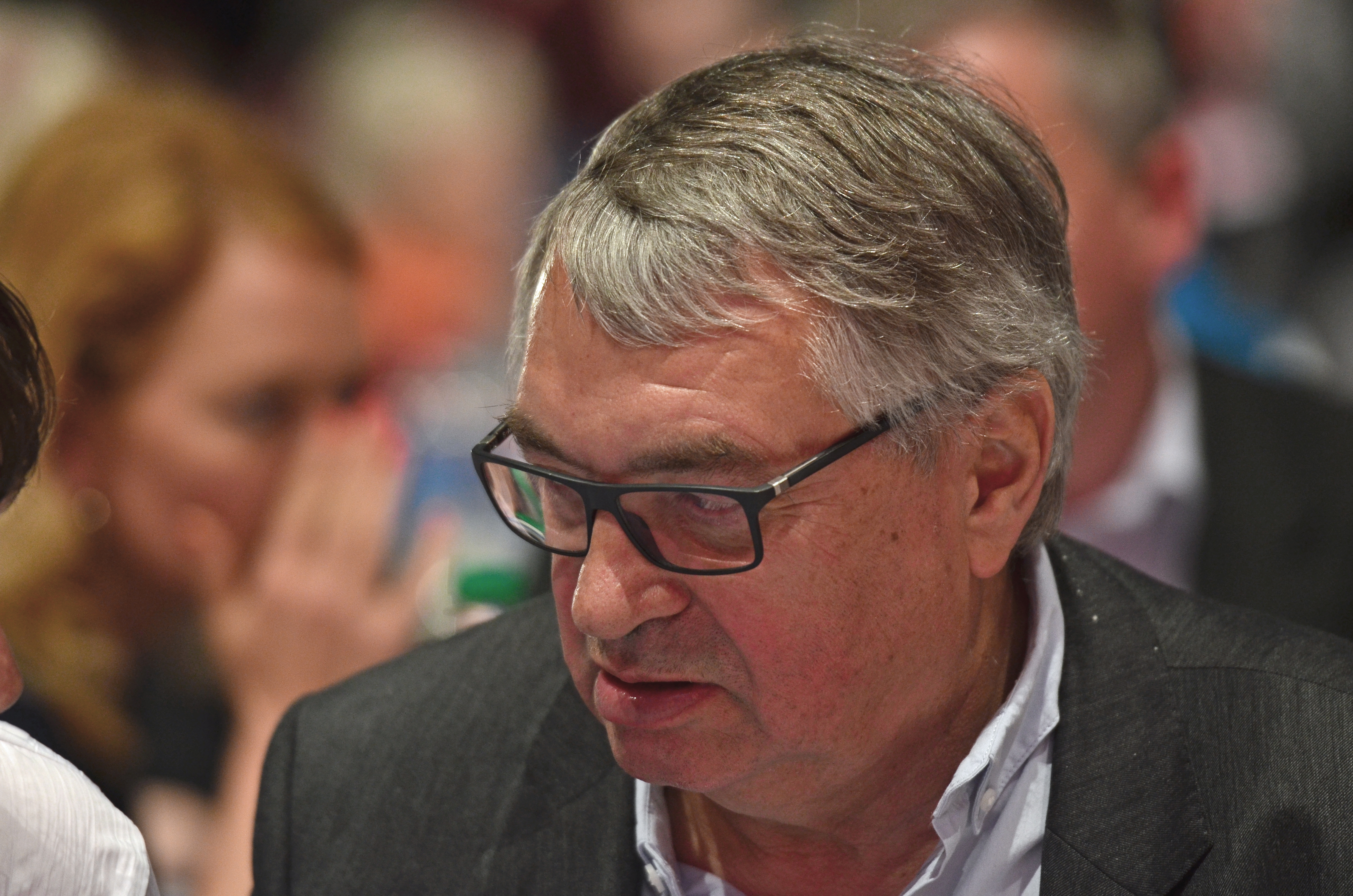
Heinz Bierbaum (2014) auf dem Parteitag DIE LINKE am 10. Mai 2014 in Berlin

Heinz Bierbaum (* 5. Dezember 1946 in Triberg) ist deutscher Politiker, ehemaliger stellvertretender Vorsitzender der Partei Die Linke und emeritierter Hochschullehrer. Von 2009 bis 2017 war er Mitglied des Landtages des Saarlandes. Bierbaum war von 2019 bis 2022 Präsident der Europäischen Linken. Im November 2022 wurde er zum Vorsitzenden der Rosa-Luxemburg-Stiftung gewählt.

## Ausbildung und Beruf
Bierbaum studierte von 1969 bis 1973 Soziologie an der Universität Freiburg und in Berlin und schloss dieses Studium als Diplom-Soziologe ab. Von 1973 bis 1976 studierte er Betriebswirtschaft auf Diplom in Berlin und promovierte 1977 an der Freien Universität Berlin zum Doktor der Wirtschafts- und Sozialwissenschaften (Dr. rer. pol.). Von 1996 bis 2009 lehrte Bierbaum als Professor für Betriebswirtschaft die Fächer Unternehmensführung und Unternehmenspolitik an der Hochschule für Technik und Wirtschaft des Saarlandes. Er ist Geschäftsführer des INFO-Institut e. V. in Saarbrücken sowie Berater für die INFO-Institut Beratungs-GmbH.

## Partei
2004 trat Bierbaum in die WASG ein und wurde im Zuge des Zusammenschlusses von WASG und PDS Mitglied der Partei Die Linke.
Bei der Landtagswahl im Saarland 2009 zog Bierbaum über die Landesliste in den Landtag ein. Dort war er wirtschaftspolitischer Sprecher und parlamentarischer Geschäftsführer der Linken. Bierbaum wurde am 15. Dezember 2019 am sechsten Kongress der Europäischen Linken in Malaga mit 66,7 % der Stimmen zum Präsident der Europäischen Linken gewählt. Dieses Amt hatte er bis zum 11. Dezember 2022 inne.

## Mitgliedschaften
Heinz Bierbaum ist Mitglied der IG Metall (seit 1972) und von attac. Er ist Mitherausgeber der Zeitschrift Sozialismus.

## Schriften (Auswahl)
- Der Industriebetrieb als Unternehmung: Aufgabe, Struktur und soziale Gliederung. o. V., 1978 (zugl. Berlin, Freie Univ., Diss., 1977).
- zus. mit Günther Fehr: Kommissionieren in Handelslägern: Vor- und Nachteile einer kunden- und einer artikelbezogenen Organisation. Rationalisierungs-Ges. d. Handels, 1979.
- zus. mit Marlo Riege: Selbsthilfe, Genossenschaften, Vergesellschaftung: Der Beitrag von Selbsthilfe und neuen Genossenschaften für gesellschaftliche Reformpolitik. VSA, 1989, ISBN 978-3-87975-473-1.
- zus. mit Frank Deppe, Jörg Huffschmid u.v.m.: Soziales Europa. VSA, 2001, ISBN 978-3-87975-824-1.
- zus. mit Antonius Engberding und Günter Stolz: Betriebswirtschaft im Aufsichtsrat: Praxiswissen für Arbeitnehmervertreter (Praxis der Interessensvertretung). Bund, 2004, ISBN 978-3-76633-464-0.
- Marx als Ökonom – Das Geheimnis der Plusmacherei und deren Überwindung, in Karl Marx – Ratgeber der Gewerkschaften?, VSA, 2019, S. 27–37, ISBN 978-3-96488-007-9.